# Jacob Hendrik Schorer
Jacob Hendrik Schorer (Middelburg, 5 juli 1760 - aldaar, 19 januari 1822) was een Nederlands gedeputeerde, burgemeester en provinciaal gouverneur.
Schorer was een Zeeuws politicus. Hij begon zijn carrière als gedeputeerde ter Staten-Generaal voor de provincie Zeeland. Hierna werd hij tweede en eerste pensionaris van Middelburg, en in 1808 burgemeester.
Toen keizer Napoleon van 6 t/m 9 mei 1810 een werkbezoek bracht aan Brabant en Zeeland, was kort daarvoor aangekondigd dat het voormalige Nederlandse departement Zeeland, dat door Frankrijk was geannexeerd, zou worden toegevoegd aan het Franse departement Twee Neten. Schorer verzocht de keizer dit besluit ongedaan te maken. Napoleon ging in op dit verzoek en bepaalde dat Zeeland een eigen departement zou vormen, dat als naam Monden van de Schelde kreeg.
Tijdens de inlijving bij Frankrijk was Schorer maire van Middelburg.
In januari 1814, na de nederlaag van Napoleon, werd Schorer als een van twee Commissarissen-Generaal benoemd van Zeeland (Monden van de Schelde). Op 16 mei 1814 werd hij officieel de eerste gouverneur van de Nederlandse provincie Zeeland.
De vader van Jacob Hendrik Schorer (Johan Guilielmus Schorer, 1733-1783) was een halfbroer van Willem Schorer (1717-1800).
- Biografisch Portaal: 64723556
- Digitale Bibliotheek voor de Nederlandse Letteren: scho110
- Gemeinsame Normdatei: 1019428406
- International Standard Name Identifier: 0000 0000 5082 0382
- Library of Congress Control Number: no90017099
- Nederlandse Thesaurus van Auteursnamen: 073616605
- Parlement.com: vg09llz3llw7
- Virtual International Authority File: 19240472
- WorldCat: E39PBJkdq9h9cPVDxKcwbrVwG3